# 隐脉琼楠
隐脉琼楠（学名：Beilschmiedia obscurinervia），为樟科琼楠属下的一个植物种。